# Frente Nacional de Islandia
El Frente Nacional de Islandia (en islandés: Íslenska þjóðfylkingin) es un partido político derecha populista de Islandia.

## Historia
El 27 de febrero de 2016, el Partido Verde de Derechas fue disuelto y absorbido por este partido.
El 3 de marzo de 2016, el Frente Nacional invitó al polémico miembro del Partido de la Independencia Ásmund Friðriksson, a unirse a sus filas.
El 15 de agosto de 2016, el partido organizó una protesta contra las revisiones a las leyes de inmigración de Islandia en la plaza de Austurvöllur delante del edificio del parlamento islandés.
Participaron en las elecciones parlamentarias de 2016, presentando candidatos sólo en las circunscripciones del Sur y del Noroeste después de no obtener el acceso a la papeleta para los cuatro restantes.

## Programa político
El Frente Nacional de Islandia tiene como objetivo defender la soberanía e independencia de Islandia y la cultura, el idioma y las costumbres nacionales. El partido se opone totalmente al multiculturalismo y quiere que Islandia salga del espacio Schengen. Está a favor del ajuste de la deuda. El partido también desea introducir una nueva moneda en Islandia que está vinculada al dólar estadounidense y quiere eliminar la indexación. Además, quiere centrarse en los intereses de los ancianos y los discapacitados. Otras propuestas del programa del partido incluyen la introducción de un sistema de referéndum al estilo de Suiza.
El partido se opone, entre otras cosas, a la creación de nuevas mezquitas, a los burkas, a la mutilación genital femenina y a las escuelas islámicas, aunque afirma no oponerse a la libertad religiosa tal como la entiende la constitución islandesa. El partido apoya las culturas cristiana y nórdica. Helgi Helgason, representante de esta plataforma política y expresidente de la misma, dijo que su oposición al islam está inspirada en Ayaan Hirsi Ali.

## Resultados electorales
| Elección | Votos | %    | Escaños | +/– | Posición |
| -------- | ----- | ---- | ------- | --- | -------- |
| 2016     | 303   | 0,16 | 0/63    | 0   | 11°      |